# کفال‌سانان
کفال‌سانان (نام علمی: Mugiliformes) نام یک راسته از فرورده تکمیل‌استخوانان است.